# Емі Біч
Е́мі Біч (англ. Amy Beach, уроджена Емі Ма́рсі Че́йні; 5 вересня 1867 — 27 грудня 1944) — американська піаністка і композиторка, перша успішна американська жінка-композитор. Разом з Джоном Ноулзом Пейном, Артуром Футом, Джорджем Чедуіком, Едуардом Мак-Довеллом і Гораціо Паркером становила так називати Бостонську шістірку — коло композиторів, котрі внесли значний вклад у становлення американської академічної музики.

## Біографія
Народилася у багатій сім'ї у містечку Геннікер, штат Нью-Гемпшир; під керуванням матері спочатку навчилася грати на фортепіано у ранньому дитинстві, уже тоді показавши великий музичний хист. Переїхала у Бостон разом зі своєю сім'єю у 1875 році, де деякий час вивчала гармонію і контрапункт, а потім в основном самостійно вивчала композиторське мистецтво. У 1883 році дебютувала на публіці з оркестром під керуванням Адольфа Ноєндорфа, отримавши захоплені відгуки.
У 1885 році вийшла заміж за 42-літнього хірурга Генрі Гарріса Обрі Біча і по проханню чоловіка практично перестала виступати, зосередившись на композиції і підписуючи твори ім'ям дружини з додатком до слова «місіс». Чоловік дозволив Емі Біч давати один концерт у рік.
Після смерті чоловіка у 1910 році вона відправилась у Європу, де виконувала свої власні твори; повернулась на батьківщину в 1914 році. Останні роки життя провела у Нью-Йорку, брала участь у багатьох музичних і благодійних заходах, померла у 1944 році.